# Jolanta Panasiuk
Jolanta Elżbieta Panasiuk (ur. 1966) – polska językoznawczyni, dr hab. nauk humanistycznych, profesor nadzwyczajny Instytutu Polonistyki i Logopedii Wydziału Humanistycznego Uniwersytetu Warmińsko-Mazurskiego w Olsztynie i profesor uczelni Instytutu Filologii Polskiej Wydziału Humanistycznego Uniwersytetu Marii Curie-Skłodowskiej.

## Życiorys
17 kwietnia 2002 obroniła pracę doktorską Zaburzenia języka a komunikacja w przypadkach uszkodzeń lewej półkuli mózgu, 18 grudnia 2013 uzyskała habilitację. Otrzymała nominację profesorską. Pracowała w Wyższej Szkole Humanistycznej i Przyrodniczej – Studium Generale Sandomiriense.
Objęła funkcję profesora uczelni w Instytucie Filologii Polskiej na Wydziale Humanistycznym Uniwersytetu Marii Curie-Skłodowskiej, oraz profesora nadzwyczajnego w Instytucie Polonistyki i Logopedii na Wydziale Humanistycznym Uniwersytetu Warmińsko-Mazurskiego w Olsztynie.
Piastuje stanowisko członka Rady Języka Polskiego Prezydium Polskiej Akademii Nauk. Była sekretarzem Polskiego Towarzystwa Logopedycznego, a w latach 2017–2023 przewodniczącą Zarządu Głównego PTL.
Odznaczona Brązowym (2007) i Srebrnym (2020) Krzyżem Zasługi.